# Tinodes karadere
Tinodes karadere är en nattsländeart som beskrevs av Malicky och Füsun Sipahiler 1993. Tinodes karadere ingår i släktet Tinodes och familjen tunnelnattsländor. Inga underarter finns listade i Catalogue of Life.